# Andrzej Jastrzębiec-Kozłowski
Andrzej Jastrzębiec–Kozłowski (ur. 19 października 1935 w Warszawie, zm. 2 grudnia 2009 tamże) – polski poeta, literat oraz autor tekstów piosenek.

## Życiorys
Ukończył studia na Wydziale Geodezji Politechniki Warszawskiej oraz na Wydziale Teorii i Historii Filmu w Państwowej Wyższej Szkole Teatralnej i Filmowej.
W 1955 roku związał się z kabaretem klubu studenckiego „Stodoła”. Później współpracował też z kabaretem Gag działającym przy AWF w Warszawie.
Jako poeta zadebiutował w 1957 roku na łamach „Współczesności”. Wkrótce drukował tam także swoje opowiadania. Od 1962 roku związany był z Orientacją Poetycką Hybrydy. Napisał wiele tekstów znanych i popularnych piosenek. Usłyszeć je można w wykonaniu m.in. takich artystów, jak: Ada i Korda, Andrzej i Eliza, Big Cyc, Halina Frąckowiak, Anna German, Grupa ABC, Anna Jantar, Majka Jeżowska, Jerzy Połomski, Irena Santor, Skaldowie, Test, Violetta Villas, Marianna Wróblewska.

## Twórczość

### Tomiki poezji
- Niewyrażenia
- Nieprzemilczenia
- Niepokój zbiorowy
- Rymy świętokrzyskie

### Piosenki
- „Bylebym się zakochała”
- „Całuj gorąco”
- „Jeszcze kocham” (muz. Andrzej Zieliński)
- „Mamy tylko ten świat”
- „Masz u mnie plus”
- „Napisz proszę” (muz. Andrzej Mikołajczak)
- „Nie jest źle jak na początek”
- „Nie zapomnisz nigdy” (wyk. Jerzy Połomski)
- „Popołudnie z tobą” (muz. A. Zieliński)
- „Pójdę do nieba” (muz. A. Zieliński)
- „Szanujmy wspomnienia” (muz. A. Zieliński)
- „Świat jaki jest” (muz. A. Mikołajczak, wyk. Test)
- „To będzie piękne” (muz. A. Zieliński)
- „Tylko muzyka” (muz. A. Zieliński)
- „Wierniejsza od marzenia” (muz. A. Zieliński)
- „Z tobą wszystko jest niezwykłe” (muz. A. Zieliński)
- „Zakochani czekają na maj”
- „Zgadzam się na ten świat” (muz. A. Zieliński)
- „Złote obrączki”
- „Życzenia z całego serca” (muz. A. Zieliński)

## Nagrody
- 1962 – Nagroda Młodych miasta Warszawy w konkursie poetyckim
- 1972 – Srebrny Pierścień na Festiwalu Piosenki Żołnierskiej w Kołobrzegu za piosenkę Nie jest źle jak na początek
- 1975 – nagroda Wojewody Opolskiego na KFPP w Opolu za Życzenia z całego serca w wykonaniu Skaldów (muz. A.Zieliński)